# Зухал Демир
Зухал Демир (на кюрдски: Zuhal Demir) е белгийски адвокат и политик от кюрдски етнически произход, член на Новофламандски алианс. През 2010 година е избрана за член на Камарата на представителите на Белгия.

## Биография
Зухал Демир е родена на 2 март 1980 година в град Генк, провинция Лимбург (Белгия). Родителите ѝ са етнически кюрди–алевити от Турция. Живее в град Антверпен. В периода 1998-2003 г. учи право в Льовенски католически университет, през 2003-2004 г. продължава с магистърска степен по социално право в Свободния университет в Брюксел. От 2004 г. работи като адвокат за международна правна фирма.